# Brückerfeld
Brückerfeld ist eine Ortslage in der Stadt Leichlingen (Rheinland) im Rheinisch-Bergischen Kreis. Die Ortslage ist heute nicht mehr als eigenständiger Wohnplatz wahrnehmbar, sondern Teil der Kernstadt Leichlingens.

## Lage und Beschreibung
Brückerfeld liegt im Leichlinger Stadtzentrums westlich der Wupper im Bereich der Brückenstraße Ecke Moltkestraße bei dem Ortsteil Brücke. Der Siedlungskern des Wohnplatzes ist in der geschlossenen Wohn- und Gewerbebebauung aufgegangen, der gesamte Ortsbereich ist heute Teil des Leichlinger Kernorts. Westlich von dem Ort verläuft die Bahnstrecke Gruiten–Köln-Mülheim.
Weitere benachbarte, in die Kern- und Vorstadt Leichlingens aufgegangene Orte sind neben dem Stadtzentrum mit Breuhaus und Am Hammer, Kaltenberg, Windgesheide, Schraffenberg, Staderhof, Bockstiege, Windfahne, Unterschmitte, Pastorat, Hüttchen, Merlenforst und Bahnhof.

## Geschichte
In dem Urkataster von 1829 ist der Wohnplatz unbeschriftet verzeichnet, für die sich anschließenden Wiesen bis zur Wupper ist aber der Flurname Brückerfeld vermerkt. Die Preußische Uraufnahme von 1844 verzeichnet den Ort als Stosshäuschen. Ab der Preußischen Neuaufnahme von 1892 ist der Ort auf Messtischblättern bis Mitte des 20. Jahrhunderts regelmäßig als Brückerfeld verzeichnet. Der Ort lag im 19. Jahrhundert an dem Communications Weg zwischen Reusrath und Leichlingen (heute die Straßen Trompeter Straße – Reusrather Straße – Opladener Straße – Brückenstraße).
Bis in den Anfang des 20. Jahrhunderts besaß Brückerfeld eine eigenständige Lage. Im Laufe der Zeit verdichtete sich die Wohn- und Gewerbebebauung und der Ort ging in den Leichlinger Kernort auf.